# Monroe (Georgia)
Monroe ist eine City und zudem der County Seat des Walton County im US-Bundesstaat Georgia mit 13.234 Einwohnern (Stand: 2010).

## Geographie
Monroe liegt etwa 50 km östlich von Atlanta.

## Geschichte
Das Walton County wurde 1818 gegründet, Monroe wurde 1821 zur Town ernannt und 1896 zur City.
Im 20. Jahrhundert war Monroe ein Zentrum der Baumwollproduktion.
Auf einer Brücke an der Straße nach Watkinsville kam es 1946 zu einem vierfachen Lynchmord von Weißen an zwei afroamerikanischen Paaren. Bei diesem Mord wurde auch eine schwangere Frau getötet, deren Fötus die Mörder ihr nach dem Tod aus dem Bauch schnitten. Jedes Jahr findet in der Nähe der Brücke ein Schauspiel statt, bei dem die Morde nachgestellt werden.
Monroe war ein Drehort des Kinofilms Buddy haut den Lukas.

## Demographische Daten
Laut der Volkszählung von 2010 verteilten sich die damaligen 13.234 Einwohner auf 4.886 bewohnte Haushalte, was einen Schnitt von 2,61 Personen pro Haushalt ergibt. Insgesamt bestehen 5.742 Haushalte. 
65,7 % der Haushalte waren Familienhaushalte (bestehend aus verheirateten Paaren mit oder ohne Nachkommen bzw. einem Elternteil mit Nachkomme) mit einer durchschnittlichen Größe von 3,20 Personen. In 38,0 % aller Haushalte lebten Kinder unter 18 Jahren sowie in 26,8 % aller Haushalte Personen mit mindestens 65 Jahren.
30,6 % der Bevölkerung waren jünger als 20 Jahre, 28,2 % waren 20 bis 39 Jahre alt, 23,6 % waren 40 bis 59 Jahre alt und 17,5 % waren mindestens 60 Jahre alt. Das mittlere Alter betrug 33 Jahre. 46,4 % der Bevölkerung waren männlich und 53,6 % weiblich.
53,3 % der Bevölkerung bezeichneten sich als Weiße, 42,4 % als Afroamerikaner, 0,1 % als Indianer und 0,8 % als Asian Americans. 1,6 % gaben die Angehörigkeit zu einer anderen Ethnie und 1,8 % zu mehreren Ethnien an. 3,4 % der Bevölkerung bestand aus Hispanics oder Latinos.
Das durchschnittliche Jahreseinkommen pro Haushalt lag bei 32.510 USD, dabei lebten 28,7 % der Bevölkerung unter der Armutsgrenze.

## Sehenswürdigkeiten
Folgende Objekte sind im National Register of Historic Places gelistet:
| - A.J. Boss House - Tom Chick House - Davis-Edwards House - East Church Street Historic District - East Marable Street Historic District - John Felker House - McDaniel Street Historic District - McDaniel-Tichenor House - Monland Place Historic District - Monroe City Hall | - Monroe Commercial Historic District - Monroe and Walton Mills Historic District - North Broad Street Historic District - South Broad Street Historic District - South Madison Avenue-Pannell Road Historic District - Walton County Courthouse - Walton County Jail - Walton Hotel - Williamson House |

## Verkehr
Monroe wird vom U.S. Highway 78 sowie von den Georgia State Routes 10, 11, 83 und 138 durchquert. Der nächste Flughafen ist der Flughafen Atlanta (rund 70 km westlich).

## Kriminalität
Die Kriminalitätsrate lag im Jahr 2010 mit 353 Punkten (US-Durchschnitt: 266 Punkte) im durchschnittlichen Bereich. Es gab zwei Morde, zwei Vergewaltigungen, acht Raubüberfälle, 25 Körperverletzungen, 200 Einbrüche, 430 Diebstähle, 35 Autodiebstähle und eine Brandstiftung.

## Söhne und Töchter der Stadt
- Alfred H. Colquitt (1824–1894), Jurist, Prediger, US-Senator, Gouverneur von Georgia und Brigadegeneral der Konföderierten Armee im Sezessionskrieg
- Henry Dickerson McDaniel (1836–1926), Politiker und von 1883 bis 1886 Gouverneur von Georgia
- Clifford Walker (1877–1954), Jurist, Politiker und Gouverneur des Staates Georgia
- Besse Cooper (1896–2012), Supercentenarian (→ Liste der ältesten Menschen)
- Judson Brown (1901–1933), Blues- und Barrelhousemusiker
- Prince Hulon Preston junior (1908–1961), Politiker
- Patricia Roberts Harris (1924–1985), Diplomatin und Politikerin
- Lonnie Hillyer (1940–1985), Jazztrompeter
- Frances Conroy (* 1953), Schauspielerin
- Javianne Oliver (* 1994), Sprinterin